# Berta Vorbach
Berta Vorbach (* 1911; † 10. März 1970) (Ordensname Maria-Theresia von der gekreuzigten Liebe OCD) war eine deutsche promovierte Germanistin, Ordensfrau (unbeschuhte Karmelitin), Priorin des Karmels St. Josef in Pützchen, Initiatorin und erste Priorin des Klosters Heilig Blut in Dachau.

## Leben
Berta Vorbach arbeitete als Lehrerin am heutigen Theresia-Gerhardinger-Gymnasium am Anger, (damals Gymnasium am Anger). Sie stand damals in Kontakt zu Alfred Delp SJ. Nachdem die Schule unter der nationalsozialistischen Regierung geschlossen wurde und ihre Mutter 1946 gestorben war, trat sie als Sr. Maria-Theresia von der gekreuzigten Liebe in den Karmel in Bonn Pützchen ein.
1962 wurde auf ihre Initiative hin ein Karmel als Sühnekloster im ehemaligen Konzentrationslager Dachau gegründet, dem sie bis zu ihrem Tod als Priorin vorstand.

## Werke
- Die Welt Adalbert Stifters. Werkbund, Würzburg ohne Jahr (1940).
- Adalbert Stifter und die Frau. Sudetendeutscher Verlag Franz Kraus, Reichenberg 1936 (zugleich Hochschulschrift, München, Phil. Diss., 1934).
- mit François de Sainte Marie: Mystik des Karmel. Patmos-Verlag, Düsseldorf 1953.
- Der Einzelne in der Kirche. In: Stimmen der Zeit. Band 139, Jahrgang 72, Heft 4, Januar 1947.

## Rezeption
- Sabine Schmidt: Das domestizierte Subjekt: Subjektkonstitution und Genderdiskurs in ausgewählten Werken Aldalbert Stifters (= Mannheimer Studien zur Kultur- und Literaturwissenschaft. Band 32). Röhrig Universitätsverlag, St. Ingbert 2004, ISBN 3-86110-368-0, hier Hinweis auf S. 30.
- Kerstin Cornils: Neues aus Arkadien. Der Streit um die Moderne bei Adalbert Stifter und Jorge Isaacs (= D7 Göttinger philosophische Dissertation). Böhlau Verlag, Köln 2007, ISBN 978-3-412-08906-1.

## Link
- Berta Vobachs Eintrag in Orden Online